# Polígono San Antón
Polígono San Antón es un barrio de la ciudad española de Albacete situado al este de la capital. Cuenta con grandes avenidas, amplias zonas verdes y edificios de gran altura, que conforman el panorama urbano de Albacete. Tiene 1603 habitantes (2012).

## Urbanismo

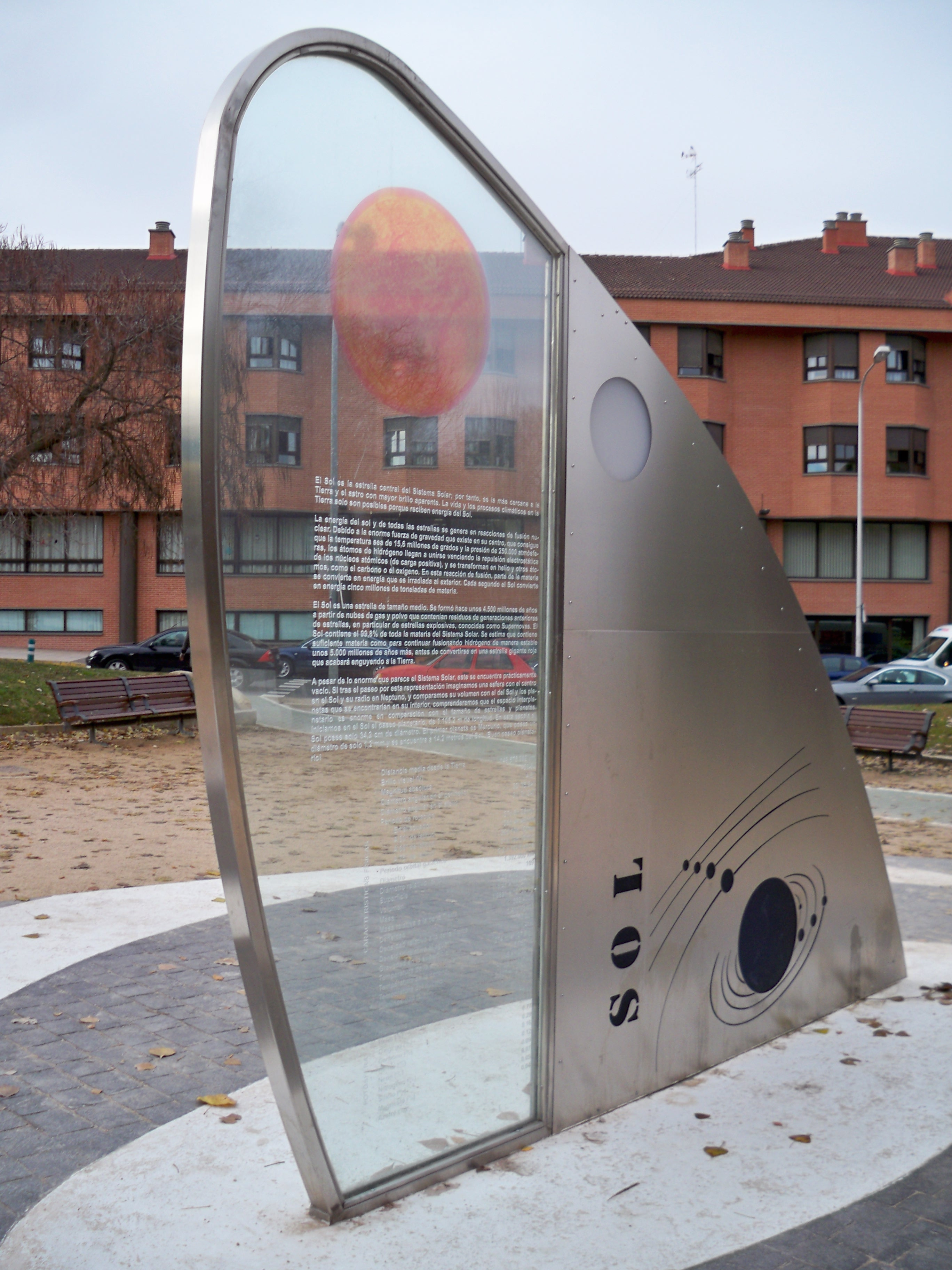
Ubicación del Sol en la representación a escala del sistema solar en el Parque Lineal de Albacete, a la altura del barrio Polígono San Antón

El barrio se caracteriza por sus edificios separados entre sí de gran altura, que conforman el panorama urbano de la ciudad y una de sus zonas de mayor belleza arquitectónica. Cuenta con amplias avenidas y zonas verdes, como el parque Polígono San Antón y una extensa porción del Parque Lineal de Albacete, separados entre sí por las calles José María de Miguel y Buen Pastor.

## Geografía
El barrio, con forma rectangular irregular, está situado al este de la ciudad de Albacete, entre las calles Soria y Carretera de Ayora al sur, las vías del tren al este, la Avenida de la Estación al norte y las calles Alcalde Conangla y Buen Pastor (Parque Lineal) al oeste. Linda con los barrios La Estrella al sur, La Milagrosa, Carretas, La Pajarita y Centro al oeste y San Antonio Abad al norte. Forma parte del distrito E de Albacete junto con los barrios Centro, Industria, La Pajarita, Nuestra Señora de Cubas, Llanos del Águila, San Antonio Abad y Villacerrada.

## Historia

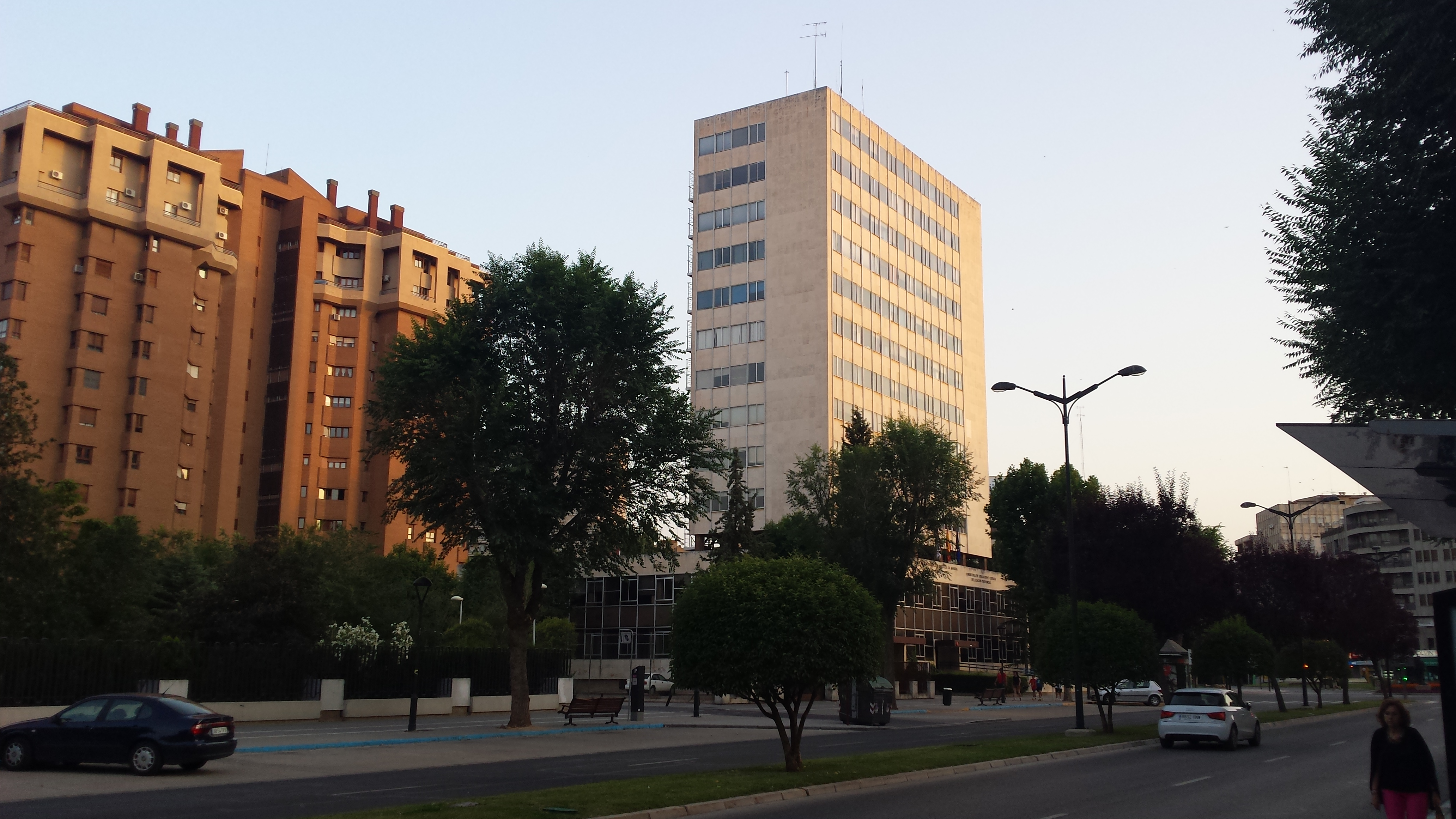
Torre de la Consejería de Educación, emblemática torre que alberga la Consejería de Educación, Cultura y Deportes de Castilla-La Mancha

El barrio Polígono San Antón surgió a finales de la década de 1970 como consecuencia de la expansión de la ciudad. Tuvo un rápido crecimiento demográfico. En el pasado acogió la antigua estación de ferrocarril de Albacete.

## Demografía
El barrio tiene 1603 habitantes (2012): 793 mujeres y 810 hombres. Es un barrio de población ligeramente envejecida. La población mayor de 65 años supone el 15,48 % del total de la población del barrio, mientras que la población infantil se sitúa en el 12,89 %. El porcentaje de personas que viven solas es del 7,3 %. El nivel educativo del barrio es ligeramente superior a la media de la ciudad. Asimismo, las condiciones laborales de sus habitantes son algo mejores que la media de Albacete.

## Infraestructuras

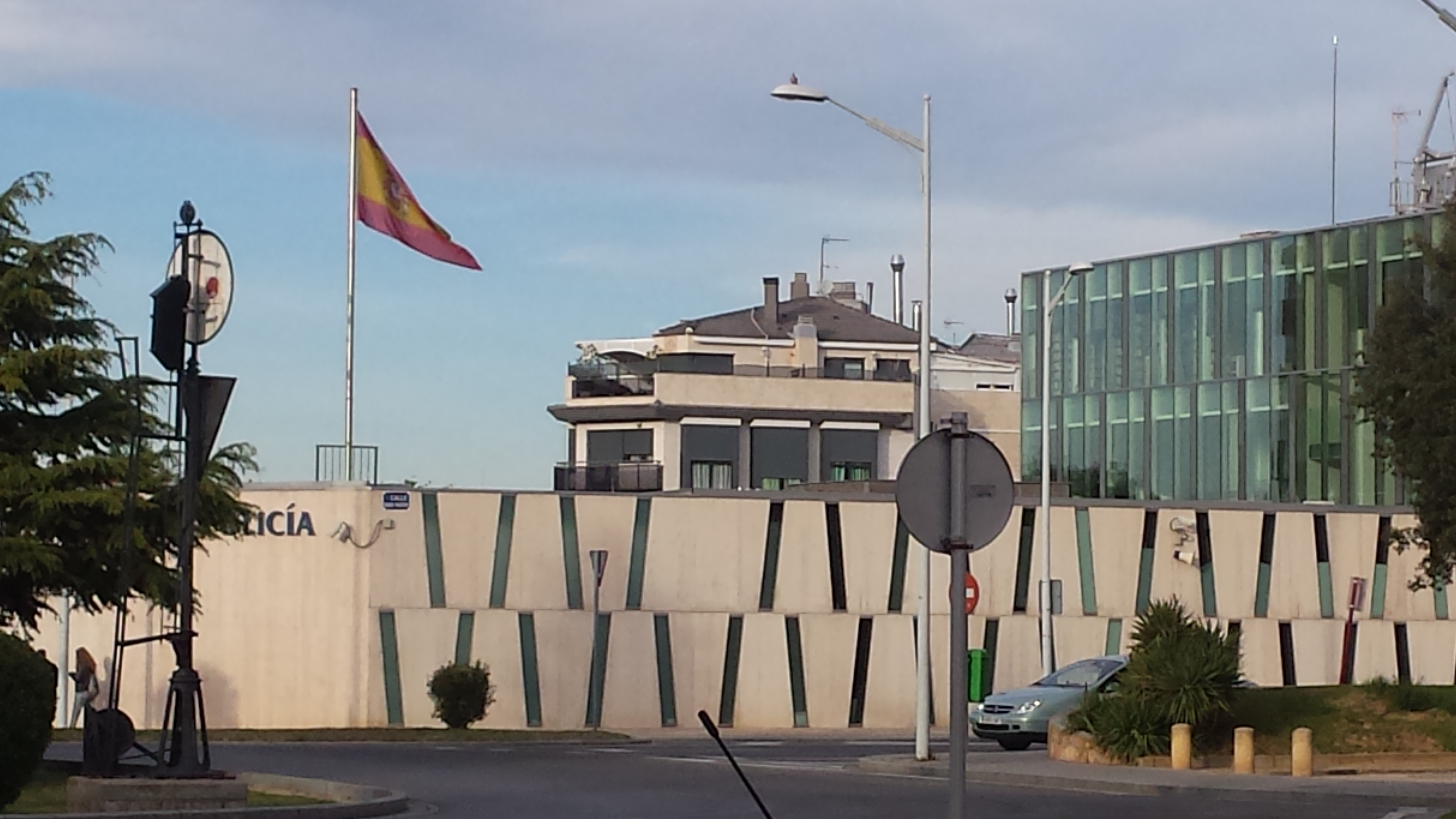
Comisaría del Cuerpo Nacional de Policía en Albacete

El barrio Polígono San Antón alberga, en el ámbito educativo, el Colegio Público Federico Mayor Zaragoza y el Instituto de Educación Secundaria Amparo Sanz. Con respecto a los servicios sociales, acoge la sede del Teléfono de la Esperanza en Albacete, el Centro Sociocultural Polígono San Antón y las residencias de mayores Vasco Núñez de Balboa y Alcabala. La Comisaría del Cuerpo Nacional de Policía en Albacete está situada en el barrio. El Gobierno de Castilla-La Mancha cuenta en esta zona de la ciudad con la Consejería de Educación, Cultura y Deporte, cuya sede se sitúa en la torre de la Consejería de Educación, edificio de gran altura de estilo internacional que recuerda a la sede de la ONU por sus similitudes arquitectónicas.

## Religión
El barrio alberga la iglesia de El Buen Pastor y la iglesia de Nuestra Señora de la Estrella, situada esta última junto a los barrios de La Estrella y La Milagrosa.

## Zonas verdes
El barrio cuenta con amplias zonas verdes. Alberga al sur el parque Polígono San Antón, inaugurado en 1980, caracterizado por sus altos pinos. También alberga el tramo del Parque Lineal de Albacete que pasa por el barrio.

## Fiestas
Las fiestas oficiales del barrio tienen lugar anualmente a mediados de junio.

## Transporte

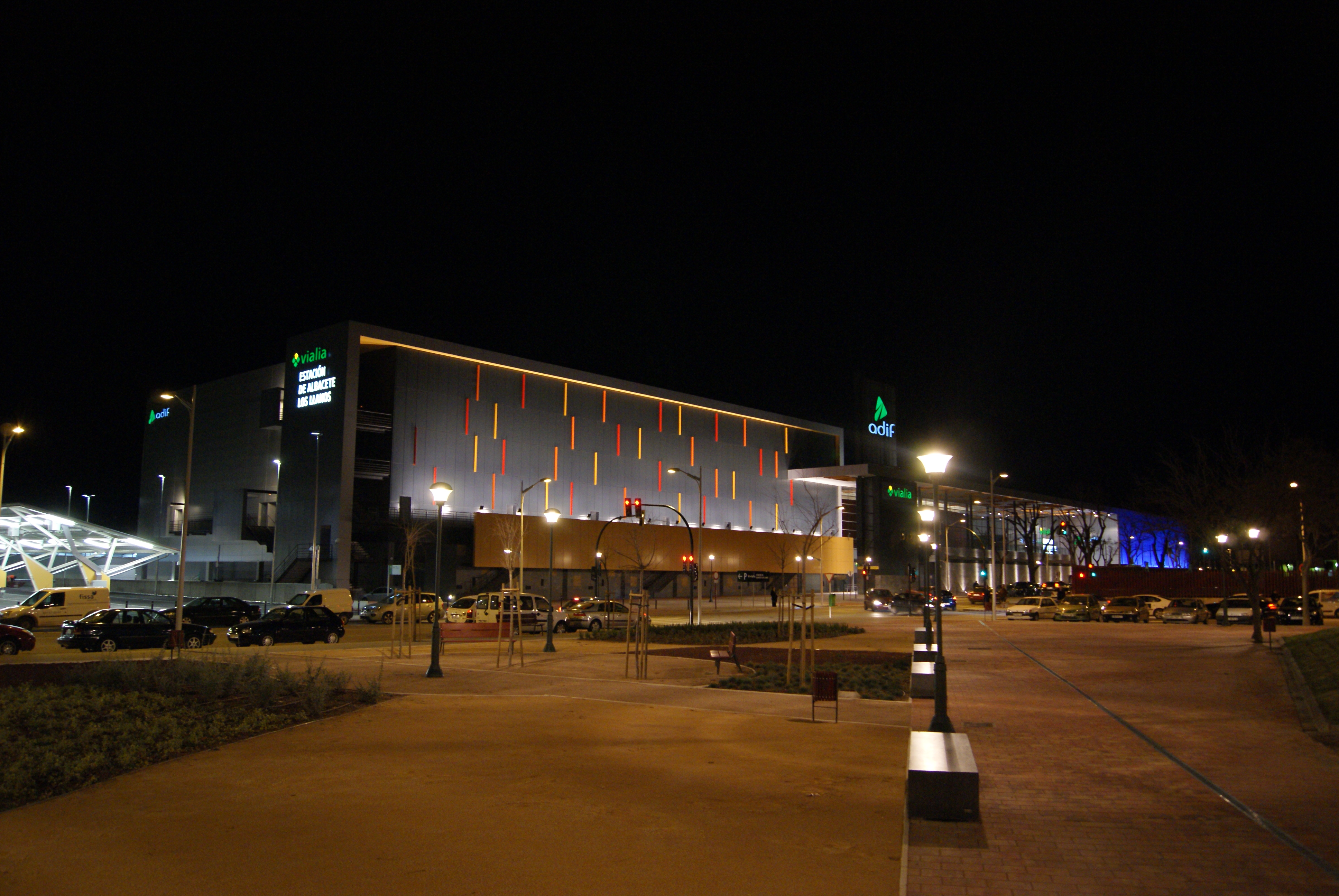
Exteriores de la Estación de Albacete-Los Llanos

El barrio alberga importantes infraestructuras de Albacete como la Estación de Albacete-Los Llanos, ubicada entre los barrios Polígono San Antón y San Antonio Abad, y la estación de autobuses de Albacete, situadas una junto a la otra en la calle Federico García Lorca. 
La Estación de Albacete-Los Llanos alberga el Centro Comercial Vialia, que cuenta con establecimientos como McDonalds, Yelmo Cines o McFit.
En autobús urbano, el barrio queda conectado mediante las siguientes líneas:
| Línea | Trayecto | Recorrido                                                        | Frecuencia                                         |
| ----- | --- | ---------------------------------------------------------------- | -------------------------------------------------- |
|       | Campus UCLM - Hospital Perpetuo Socorro | Recorrido Archivado el 22 de febrero de 2014 en Wayback Machine. | 12-18 minutos                                      |
|       | Estación de Ferrocarril - Estación de Autobuses - Hospital General Universitario - Hospital Universitario Ntra. Señora del Perpetuo Socorro | Recorrido Archivado el 22 de febrero de 2014 en Wayback Machine. | 15-22 minutos                                      |
|       | Ciudad - Parque Empresarial Campollano | Recorrido Archivado el 17 de abril de 2014 en Wayback Machine.   | Salidas 7:20, 8:20, 14:40, 15:20 (desde la ciudad) |
|       | Ciudad - Cementerio | Recorrido Archivado el 17 de abril de 2014 en Wayback Machine.   | 30 minutos (sólo domingos)                         |